# 위스콘신주
위스콘신주(영어: State of Wisconsin)는 미국 중서부의 주로, 주도는 매디슨이다. 북쪽으로는 캐나다 슈퍼리어호, 동쪽으로 미시간주, 남쪽으로 일리노이주, 서쪽으로 아이오와주 및 미네소타주와 접하고 있다.
위스콘신이란 명칭은 알곤킨 인디언 부족에 의해 이름붙여진 위스콘신강에서 기원하였다.
프랑스의 탐험가 자크 마르케트는 위스콘신 강에 닿아 그 이름을 기록한 첫 번째 유럽인으로, 1673년에 발견한 이 강을 Meskousing 강이라 기록하였다.
이 철자는 훗날 다른 프랑스 탐험가들에게 Ouisconsin이라 와전되었고 이후 이 이름이 위스콘신 강과 그 주변 지역을 부르는 프랑스 이름이 되었다. 이후 19세기 초 대량으로 이주한 영어권 이민자들에 의해 철자를 현재의 형태인 영어식으로 바뀌었으며 지금의 철자 Wisconsin은 1845년 주 의회에 의해 공식화되었다.
위스콘신이라는 단어의 원형인 알곤킨 단어와 그의 원래 뜻은 그 다양한 형태로 인해 명확하지 않다.
다양한 해석이 존재하나 가장 밀접한 것은 강과 그 기슭을 구분짓는 붉은 사암이다.
현재 주도적인 학설은 마이애미 인디언 단어 'Meskousing'에서 비롯되었다는 것으로 이 단어는 'wild rushing channel'이라는 의미이다. 이외에도, '붉은 돌 지역', '물이 모이는 곳' 혹은 '위대한 바위'를 가리키는 오지브웨이 족 단어의 변종이라는 이론을 비롯해 다른 많은 이론이 발표되었다.

## 역사

### 원주민의 시대
1600년대 초반에 첫 백인 탐험가들이 오기 전에 위스콘신 지방에는 위네바고, 다코타와 메노미네 아메리카 원주민들이 살고 있었다. 이 아메리카 원주민 종족들은 숙련된 장인들이었다. 그들은 나무껍질, 묘목과 골풀로 만든 오두막에 살았다. 그들은 낚시와 사냥을 하였고, 옥수수, 콩과 호박을 재배하였다. 위네바고 족들은 그린베이와 위네바고 호에 살고 있었다. 다코타 족들은 지방의 북서부에 살았고, 메노미네 족들은 그린베이의 서부와 북부에 살았다.
많은 다른 종족들이 1600년대 후반에 위스콘신 지역으로 이주해 들어왔다. 어떤 종족들은 백인들에 의하여 동부의 고향들로부터 몰아내졌다. 다른 종족들은 적대하는 이로쿼이 어족을 탈출하여 지방으로 도망쳐왔다. 치페와 족들은 북동부로부터 건너와 슈피리어호 남부 호안에 따라서 정착하였다. 다른 종족들은 미시간 지방으로부터 왔다. 사우크 족들은 그린베이의 서부에, 폭스 족들은 폭스 강을 따라, 그리고 오타와 족들은 슈피리어 호의 남부 호안에 정착하였다. 키카푸 족들은 중남부 지역에, 휴런 족들은 북서부 지구에 정착하였다. 마이애미 족과 일리노이 족 아메리카 원주민들의 단체들이 폭스 강 상부에 걸쳐 퍼졌다. 포타와토미 족들은 현재 도어 카운티에 속하는 곳에 야영을 하였다.
오넬다 족, 스톡브리지-먼시와 브라더타운 종족들은 1820년대와 1830년대에 미국의 동부로부터 위스콘신에 정착하였다.

### 유럽인들의 탐험과 정착

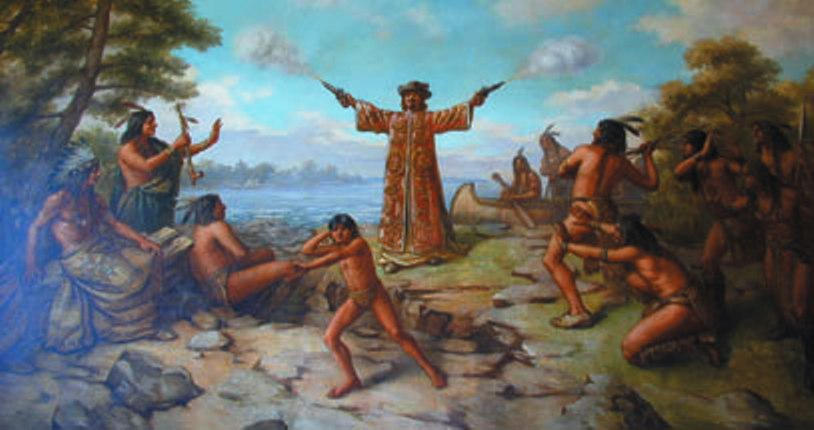
위스콘신을 발견한 첫 유럽인으로 예상되는 장 니콜레

1634년, 프랑스의 탐험가 장 니콜레는 아마 위스콘신 지역에 처음으로 발을 디딘 유럽인이 되었다. 그는 탐험과 외교의 전도와 휴런 족과 위네바고 족 사이에 평화를 가져오는 희망에 그린베이의 호안에 상륙하였다. 위네바고 족들과 만난 후, 니콜레는 뉴프랑스(퀘벡)으로 돌아가 자신이 봤던 것을 보고하였다.
25년 후에 피에르 에스프리 라디송과 메다르 슈아르 드 그로세예르가 모피를 찾으면서 위스콘신 지역을 탐험하였다. 위스콘신의 원주민들에게는 첫 기독교 선교사였던 르네 메나르 신부가 1660년 경에 도착하였다. 그는 오늘날 애쉴랜드 근처에 첫 로마 가톨릭교회 선교 본부를 세웠다. 클로드 아유에 신부가 1665년 경에 위스콘신으로 와서 일부 선교 본부들을 세웠다. 루이 앙드레 신부의 도움으로 오늘날 드페어에 속하흔 대지에 선교를 위한 중심지를 설립하였다. 이 지역을 방문한 다른 프랑스의 탐험가들과 선교사들은 루이 졸리에, 자크 마르케트와 르네-로베르 카블리에 드 라 살을 포함한다.

### 통치를 위한 투쟁

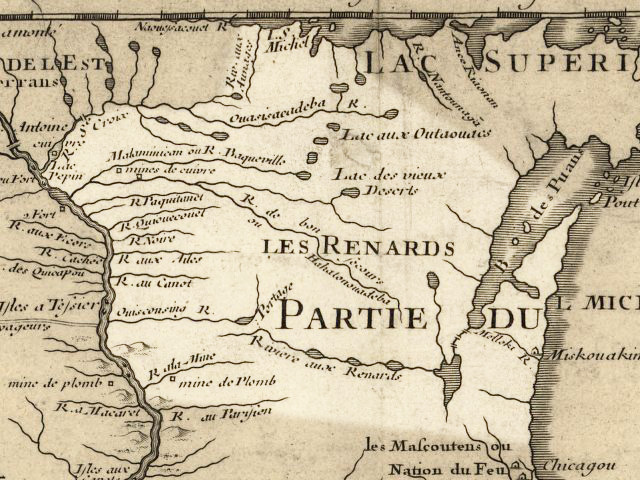
1718년 경의 위스콘신

니콜레의 방문 때로부터 프랑스인들은 위스콘신의 인디언 종족들 대부분과 친근감 있는 관계를 가졌다. 그러나 1712년, 프랑스인과 폭스 족들 사이의 장기적 전쟁이 일어났다. 프랑스인과 폭스 족들은 지방의 주요 수로인 폭스 강과 위스콘신 강의 통치를 원하였다. 많은 잔인한 전투들이 일어난 후, 1704년 프랑스인들이 폭스 족을 물리쳤다. 그러나 장기적 전쟁이 프랑스가 지방을 방어하는 것을 약하게 만들었다. 프랑스는 또한 많은 인디언과의 제휴와 우호를 잃고 말았다.
1754년, 프렌치 인디언 전쟁이 시작되었다. 이 전쟁은 아메리카에서 영국과 프랑스 간의 경쟁적 청구에 둘러싼 싸움이었다. 영국이 승리하고 1763년 파리 조약의 타협 아래에 프랑스는 미시시피강 동부와 캐나다에 그들의 영토 소유의 거의 잃었다. 위스콘신의 통치는 영국에게 통과되었다.
영국의 모피 교역인들은 프랑스인들의 모피 교역지들을 차지하였다. 1774년, 영국인들은 퀘벡 결의서를 통과하였다. 퀘벡 결의서는 1775년 미국의 식민지들이 영국에 대항하면서 반란의 원인을 가져왔다. 1783년, 파리 조약은 미국 독립 전쟁을 끝냈다. 조약 아래 영국은 미시시피 강 동부와 오대호 남부의 모든 영토를 포기하였다. 위스콘신 지방은 그러고 나서 미국의 일부가 되었다.

### 준주 시대
위스콘신은 1800년부터 1809년까지 인디애나 준주, 1809년부터 1818년까지 일리노이 준주, 1818년부터 1836년까지 미시간 준주의 일부를 형성하였다. 1820년대 동안에 위스콘신 남서부의 백인 정착이 시작되었다. 이 지방은 산광석의 풍부한 매장량을 가졌다. 1820년대에 페인트를 만드는 데 쓰이는 산광의 요구가 급격하게 증가하였다. 주들과 준주들의 근처에서 산광부들이 지방으로 쏟아져 들어오면서 인구에 붐을 일으켰다. 어떤 광부들은 산허리의 파놓은 은신처들에 살았다.
1832년, 블랙 호크 전쟁에서 인디언들인 백인들에 대항하는 마지막 저항을 만들었다. 일리노이 북서부의 사우크 족들은 백인 정착자들에 의하여 미시시피 강을 건너 아이오와로 밀려났다. 사우크 족의 지도자 블랙 호크는 자신의 고향 땅으로 돌아와 옥수수를 재배하려고 하였다. 1832년 4월, 그는 미시시피 강을 건너 돌아가기 위해 수 천 명의 인디언들을 이끌었다. 백인들은 당황하여 지원적 시민군과 정규군들이 소집되었다. 블랙 호크의 인디언들은 일부 전투들이 벌어진 위스콘신으로 후퇴하였다. 8월에 전쟁이 끝났을 때 150명의 인디언들 만이 남았다.
1836년, 4월 20일 의회는 위스콘신 준주를 창조하였다. 준주 입법부는 처음에 벨몬트에서, 후에 벌링턴(현재 아이오와주)에서 모였다. 준주의 수도였다가 후에 주도가 된 매디슨에서 열린 첫 회의는 1838년에 열었다. 위스콘신 준주는 현재의 미네소타, 아이오와와 다코타 지역을 포함하였다. 앤드루 잭슨 대통령은 헨리 도지를 초대 준주의 총독으로 임명하였다. 의회는 1838년 아이오와 준주를 창조하였다. 그러고나서 현재의 미네소타에 있는 우즈의 호수로 북부로 향하는 확장과 함께 위스콘신의 서부 경계 지역이 미시시피 강이 되었다. 오늘날 미네소타 주의 대략 3분의 1은 1848년까지 위스콘신의 일부로 남아있었다.

### 주 지위
위스콘신은 1848년 5월 29일 30번째의 주로서 합중국에 가입하였다. 그 경계 지역들은 오늘날과 같았다. 주민들은 이미 헌법을 찬성하였다. 그들은 민주당원 넬슨 듀이를 첫 주지사로 선출하였다. 1840년, 30,945명의 백인들이 위스콘신에 살고 있었다. 1850년에 들어서 인구는 305,391명으로 치솟았다. 새로 온 사람들은 다른 나라들과 미국의 다른 지역들로부터 왔다. 그들은 모두 위스콘신 국경 지방에서 더 낳은 생활을 위한 기회들을 보았다.
1854년, 많은 위스콘신 시민들은 캔자스와 네브래스카의 새 준주들이 노예제를 허락할 수 있도록 결정한 캔자스-네브래스카 법령에 반대하였다. 노예제가 1820년 미주리 타협에 의하여 이 땅들로부터 금지되었고, 많은 위스콘신의 주민들은 새 준주들에 노예제의 확대를 반대하였다.
공화당이 빠르게 북부에서 권력있는 힘이 되었다. 위스콘신의 첫 공화당 지사 콜즈 배시포드가 1856년 임기를 시작하였다. 잠시의 시기들을 제외한 다음 100년의 세월 동안에 공화당원들이 주 정부를 통치하였다.
남북 전쟁이 일어나는 동안에 다양한 시간들의 위스콘신 장군들이 북군의 현저한 전투 단체들 중 하나인 철의 여단을 지휘하였다. 여단은 위스콘신 연대들의 크게 이루어져 있었다.
1871년, 위스콘신은 최악의 자연 피해인 페시티고 숲의 대화재에 의하여 들이받아졌다. 그해의 여름과 가을은 극단적으로 건조하였고, 많은 작은 화재들이 주의 북서부의 여러 곳에서 일어났다. 그러고나서 10월 8일의 밤에 위스콘신의 북동부에서 불꽃이 터지면서 불이 페시티고와 일부 마을들에 번져갔다. 그 화재는 또한 미시간으로도 번졌다. 대략 1,200명의 사람들이 사망하였다. 화재는 5백만 달러 이상 가치의 재산들을 파괴시켰다.

### 진보적 시대

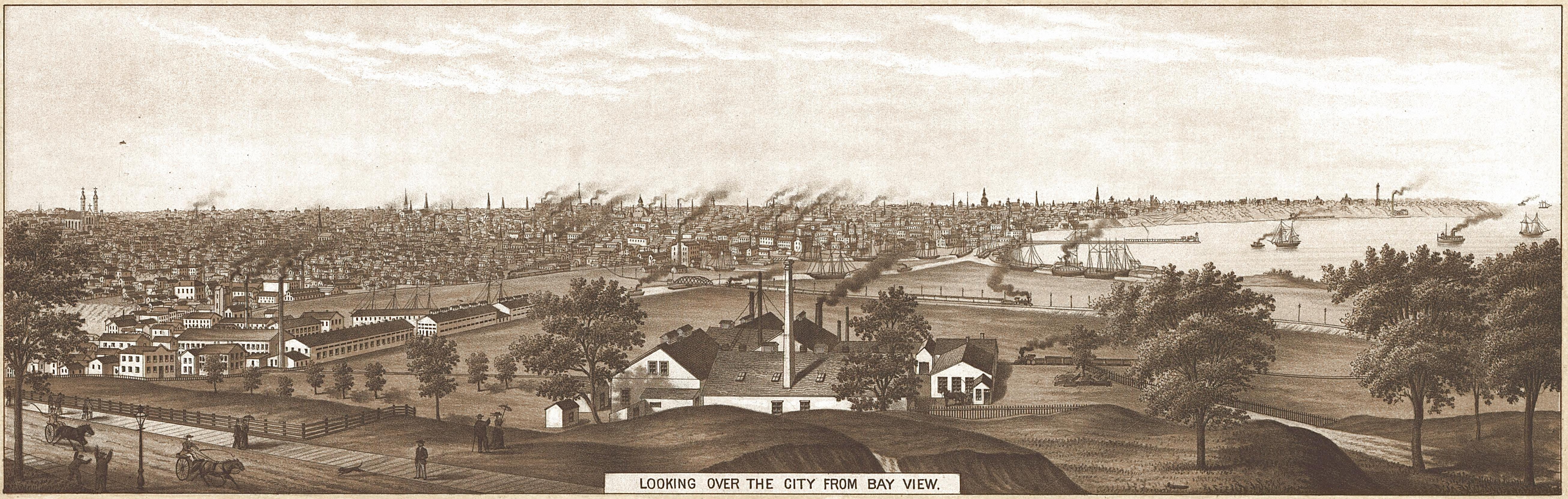
밀워키의 산업화를 그린 그림

1890년대에는 위스콘신 주의 공화당에 갈라짐이 발달하였다. 당시의 당은 재목과 철도 이득을 대표한 정치적 우두머리이 통치하였다. 매디슨의 변호사이자 전 국회의원 로버트 라폴레트는 우두머리들에 의한 지배를 던져버리는 운동을 이끌었다.

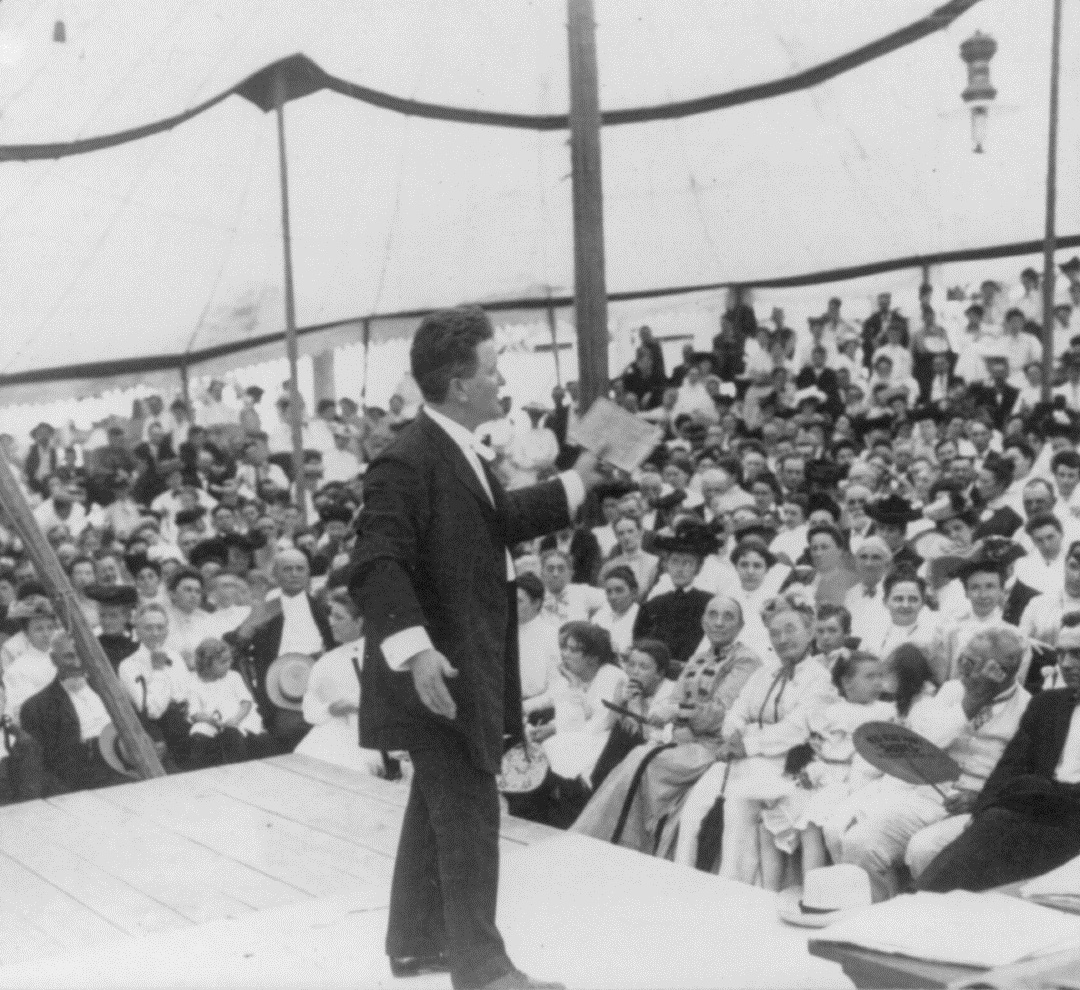
로버트 라폴레트 주지사

라폴레트는 1900년 주지사 선거를 이겼으며, 1902년과 1904년에도 재선되었다. "파이팅 밥" 아래에 주는 중요한 사회, 정치와 경제적 개혁들을 만들었다. 라폴레트의 프로그램은 "프로그레시비즘"으로 불렸다. 라폴레트는 위스콘신 대학교의 교수들과 정부에 전문가들을 주의 문제에 자신을 조언하는 "전문 위원회"를 세웠다. 전문 위원회는 "위스콘신 아이디어"의 일부였다. 이것은 주가 그 최고의 마음들과 그 입법부와 행정부에 의하여 섬겨져야 한다는 이론이다. 라폴레트가 채택한 법안들은 상속세, 철도 재산세, 철도 비율의 규제와 서비스와 직접의 초기 법률을 포함한다. 1906년, 라폴레트는 미국 상원에 들어가 1925년까지 지냈다.
1911년, 위스콘신 입법부는 사고들로부터 부상당한 근로자들을 위한 근로자 배상법을 통과하였다. 같은 해에 입붑부는 산업 안전 규약을 집행하는 위스콘신 산업 위원회를 설립하였다. 양법안들은 위스콘신 대학교의 교수 존 R. 커먼스의 영감을 받았다. 다른 진보적인 개혁들은 1911년, 입법부가 국가 소득세 법, 주의 생명 보험 기금과 숲과 수력 보존 법률들을 찬성하였다.

### 라폴레트의 개혁
1924년, 라폴레트는 진보당 후보로서 대통령 선거에 나갔다. 공화당의 캘빈 쿨리지가 승리하였다 라폴레트는 위스콘신 유일한 선거인단을 받았다. 그러나 그는 거의 5백개의 인기있는 투표를 얻었다. 1925년, 그가 사망하자, 그의 맏아들 로버트 라폴레트 2세가 부친의 의석을 채우기 위해 선출되었다.
1930년, 라폴레트의 아들 필립 라폴레트가 주지사에 선출되었다. 공화당원인 그는 1932년에 주지사 직을 잃었다. 그러나 1934년과 1936년 진보당원으로서 재선되었다. 라폴레트 아래 제정된 입법의 거의가 1930년대의 대공황에 의한 고통을 경감하는 것을 찾았다. 1932년, 그의 행정 아래에 주의 첫 실업 배상법이 통과되었다.
1938년, 봄에 라폴레트는 새로운 국민적 당인 미국 국민 진보당을 결성하려 하였다. 투표자들은 라폴레트를 거절하고 공화당원 줄리어스 P. 하일을 주지사로 선출하였다. 하일은 정부의 비용을 삭감하는 일을 하였다. 그는 라폴레트가 주지사 직에 있는 동안에 세운 많은 대리들과 함께 하였으며, 1940년 재선되었다.

### 농업에서의 변화
제2차 세계 대전이 끝난 후, 주에서 순위 1위에 든 위스콘신의 농업이 경제이 중요함에서 쇠퇴하기 시작하였다. 동시에 제조업의 중요함이 늘어났다. 다른 나라들로부터의 쇠고기 수입이 우유의 저가격으로 추가해서 주의 농업을 아프게 하였다. 저칼로리의 식품들에 중요성과 함께 아메리칸 다이어트의 변화는 낙농품을 위한 요구를 낮추었다. 1951년부터 1969년까지 위스콘신 젖소 목장의 수가 132,000개로부터 63,000개로 떨어졌다. 치즈 공장, 낙농장들과 다른 제조업 지대들의 몇몇이 폐문하였다. 많은 작은 농장들이 융합되고 농기구의 사용이 늘어났다. 이 모든 변화가 위스콘신 주에서 농부들을 위한 필요함을 줄이고 인구가 농장들로부터 도시들로 옮겨지기 시작하였다.

### 라폴레트 프로그레시비즘의 쇠퇴
1940년대 중반에 들어서 라폴레트의 진보주의가 그 기력을 잃었다. 21년 동안의 상원을 지낸 후, 라폴레트 2세가 1946년 선거에서 공화당의 조지프 매카시에게 패하였다. 매카시는 그해 상원으로 우승하여 후에 공산주의자들이 미국 국무부를 지배하는 자신의 비성원적 책임 때문에 미국 정치에서 가장 논쟁적 인물들 중 하나가 되었다.
1958년, 공화당과 진보당의 세월 26년 후에 민주당원 게이로드 A. 넬슨이 주지사에 선출되었다. 그는 1960년에도 재선되었고, 2년 후에 위스콘신의 투표자들으 다른 민주당원 존 W. 레이놀즈를 주지사로 선출하였다.

### 정치적 논쟁
1960년대 주지사들 넬슨과 레이놀즈는 주의 입법과 의회적 선거구들의 재분할을 두고 공화당 통치의 입법부와 싸웠다. 위스콘신 헌법은 선거구들이 공명한 대표를 마련하기 위해 매 10년마다 재신임하도록 요구를 하였다. 넬슨과 레이놀즈는 둘다 입법부에 의하여 통과된 재배분 법안을 거부하였다. 그들은 법안들이 인구의 기간들에서 선거구들을 동등하게 하지 않았다고 말하였다. 1963년, 입법부는 주의 10개의 의회적 선거구들을 재배분한 법안을 통과하였다. 레이놀즈는 이 법안에 서명하였으나 그와 입법부는 입법적 선거구들을 위한 법안에 동의하지 못하였다. 결국 1964년, 위스콘신 대법원은 재배분 계획을 작성하였다. 이 일은 여러 주들의 대법원이 주의 입법을 재분할하는 것은 처음이었다. 법언의 계획은 1964년, 선거와 함께 발효되었다

### 세금의 증가
교육, 공동 복지와 다른 프로그램들을 위해 내는 돈의 필요함이 1960년대 동안에 주의 세금의 증가를 초래했다. 1961년, 주의 입법부는 위스콘신 역사상 첫 판매세를 설립한 법률을 통과시키고도 하였다. 1963년, 입법부는 판매세에 의하여 보상된 물건들의 수를 증가시켰다.

### 대학의 확장
1900년대 중반에 위스콘신 주는 그 교육 시설들을 확장하였다. 1956년과 1970년 사이에 위스콘신 대학교는 주를 통하여 15개의 지점들을 열었다.
위스콘신 대학교의 공무원들은 1970년대에 학생들의 활동들에 자신들의 통치를 단단히 하였다. 1969년, 매디슨 캠퍼스에 일부 학생 무질서에 이어 주의 입법부는 이런 소란을 통제하는 법률들을 통과시켰다. 이 법률들은 캠퍼스의 불량 행위를 위한 벌금과 징역살이를 설립하였다. 1971년, 주의 입법부는 위스콘신 대학교와 위스콘신 주립 대학교를 위스콘신 대학교 시스템이라 불리는 주의 대학 시스템을 형성하도록 융합하였다.

### 경제
1987년, 위스콘신 주는 정부의 세입을 늘이기 위해 주의 추첨 분배를 채택하였다. 1900년대가 끝나면서 제조업이 주에서 강하게 남아있었고, 농업은 지속적으로 경제에 치명적이 되었다. 낙농이 아직도 가장 많은 농장 소득을 마련하였어도 곡물로부터 소득이 증가하였다. 그러나 농장들은 지속적으로 수에서 줄어들고, 사이즈에서 늘어났다.
주는 농부들의 큰 빚 같은 문제로서 농업에 관계된 문제들과 근심이 갔다. 위스콘신은 또한 다른 난관에 부딪혔다. 이 문제들은 교육, 복지, 수질 오염의 통제와 놀일을 위한 땅의 매입을 포함하였다.

### 교육
1990년, 공화당 소속의 주지사 토미 G. 톰슨의 지도 아래에서 위스콘신은 나라에서 학교 증서 프로그램을 채택한 첫 주가 되었다. 이런 프로그램에서 낮은 소득의 가족들은 수업료를 위하여 쓸 수 있는 증서를 받았다. 위스콘신 프로그램은 밀워키에서 운영되었고, 공공 학교와 비종교적 개인 학교들을 포함하였다. 1995년, 주는 밀워키에 있는 어떤 종교적 학교들에서 증서를 쓸 수 있는 프로그램을 확장하였다. 비평가들은 그것이 주의 종교적 활동들의 기금이었기 때문에 이런 증선들은 비헌법적이라고 주장하였다.
1998년, 위스콘신 대법원은 증서 프로그램에서 종교적 학교들의 포함이 미국 헌법이나 위스콘신의 헌법에 어느 쪽이던 위배하지 않았다고 판결하였다. 대법원은 프로그램의 목적은 정부의 넓은 선택이 학교들에 기부하지 않았고, 종교에 장려하지 않도록 제공되었다고 진술하였다. 대법원은 종교적 학교들이 자신들의 선택을 만든 부모들에게 증서를 주었던 것을 지시하였다.

## 경제

### 서비스업

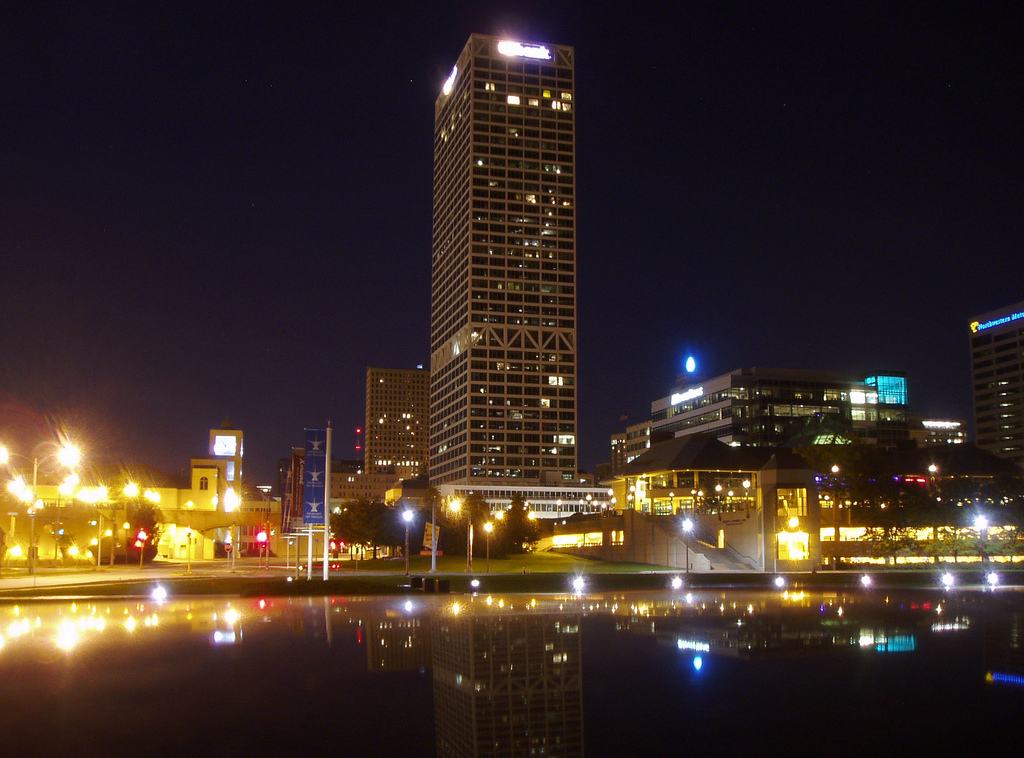
미국 은행 센터는 위스콘신 주에서 가장 큰 건물이다.

서비스업이 위스콘신의 고용과 국내 총생산의 큰 일부로 설명되고 있다. 주의 서비스업은 거의 밀워키 지역에 집중되어 있다.
밀워키는 중서부의 주요 금융의 중심지들 중 하나이며, 위스콘신에서 가장 큰 금융 회사인 마셜 앤드 일즐리의 기지이다. 미국에서 가장 큰 보험 회사 노스웨스턴 뮤추얼도 거기에 기지를 두었다. 제1의 식료 잡화점 회사인 라운디즈 수퍼마켓 회사도 밀워키에 본사를 두었다. 밀워키는 많은 트럭 회사들의 본지이다.
남아있는 서비스업의 거의가 매디슨에 있다. 위스콘신 대학교가 국가에서 가장 큰 대학 시스템들 중 하나이다. 매디슨 캠퍼스 근처에 있는 그 진료소가 주에서 제1의 보건 시설들 중 하나이다. 많은 호텔, 식당과 소매상들이 그린베이, 매디슨, 밀워키와 위스콘신 델스 지역들에 있다.
큰 백화점 콜스가 메노미네 폴스에 본사를 두고 있다. 위스콘신의 큰 은행 회사인 연합 은행 주식회사가 그린베이에 기지를 두었다. 일부 인디언 보호 거주지들이 주의 북부에 놓여있다.

### 제조업

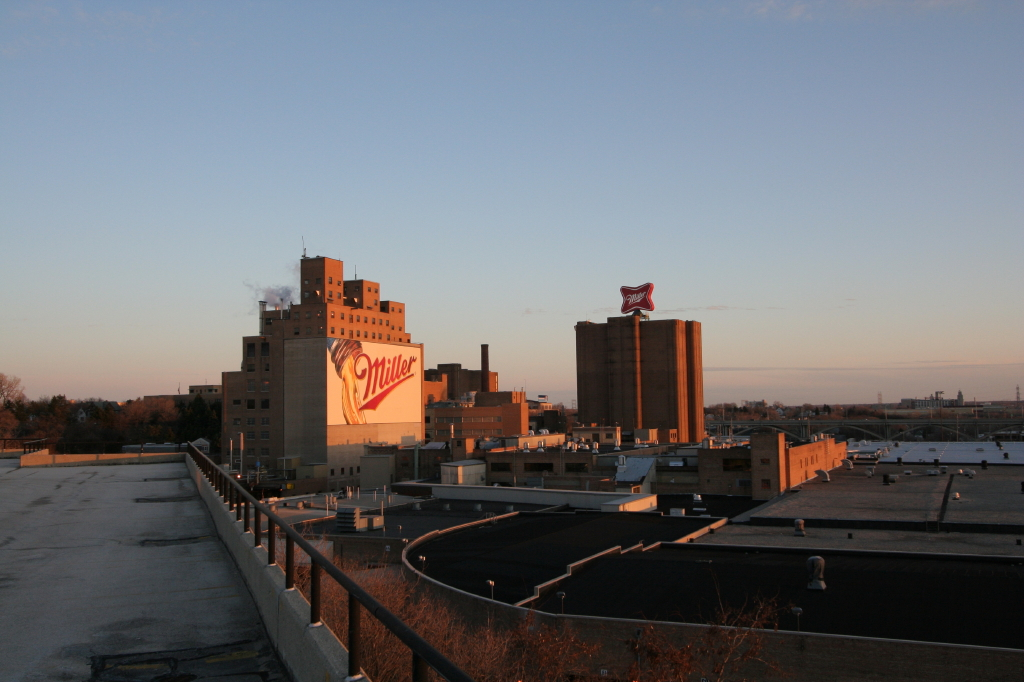
밀러 맥주 양조 단지

식품과 음료가 위스콘신에서 중요한 제조품들이다. 주는 버터와 치즈의 주요한 생산지이다. 그 치즈 공장들은 미국에서 치즈의 대략 4분의 1을 차지한다. 많은 낙농 제조업 지대와 정육업 지대들이 그린베이, 매디슨과 밀워키 지역들에 있다. 밀워키와 많은 다른 도시들이 생산하는 맥주는 위스콘신에서 제1의 음료 제품이다. 미국의 맥주 회사인 밀러가 2007년 10월 9일 쿠어스와 합병하여 SAB밀러로 발족하기 전에 밀워키에 본사를 두었다.
매디슨, 밀워키와 레이슨 지역들은 주에서 주요한 화학품 제조업 지역들이다. 중요한 화학품들은 세탁 제품, 페인트와 약품을 포함한다.
컴퓨터와 전자 용품들은 첫째로 오클레어, 매디슨과 밀워키 지역에서 차지되고 있다. 의료 기계들과 마이크로칩은 전자제품들의 주요 타입들 중에 있다. 건물들을 위한 기후 통제 시스템들의 주요한 생산 회사인 존슨 콘트롤스가 밀워키에 기지를 두었다.
칼과 금속 기구 등을 포함한 합성 금속 제품들은 밀워키 지역에서 생산된다. 위스콘신의 남동부는 미국에서 제1의 기계 생산의 중심지들의 하나이며, 엔진과 터빈, 난방 시설, 농기구와 건설 기구 등을 포함한다.
자동차와 그 부품들은 교통 수단의 주요 타입이다. 오토바이의 주요한 생산 회사 할리데이비슨의 본사가 밀워키에 있다.
위스콘신은 주요한 종이의 생산주이며, 주의 중부, 폭스 강 협곡과 밀워키 지역에 있다.

### 농업

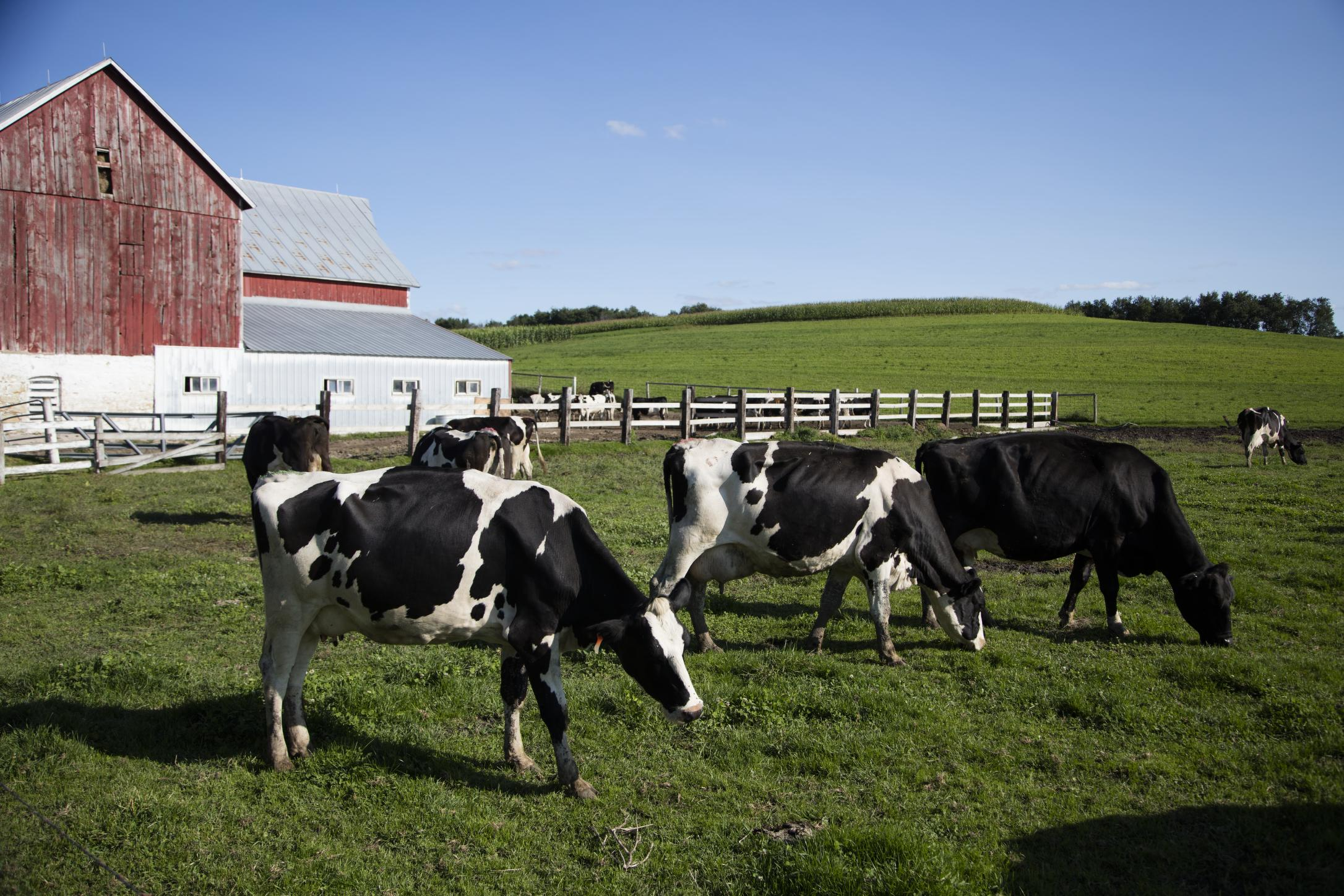
위스콘신 주는 미국 제1의 낙농 지역이다.

낙농은 위스콘신의 주요한 농업 활동이자, 농장 소득의 대략 절반을 마련한다. 1870년 경에 시작된 낙농업은 많은 사람들, 특히 윌리엄 뎀스터 호드의 노력들을 통하여 용기를 얻었다. 1872년, 호드는 위스콘신의 낙농품 생산품들을 향상시키고 장려한 위스콘신 낙농업 협회를 결성하는 데 도움을 주었다. 후에 그 기구는 농부들이 함께 일하고 그들의 제품들을 협동적으로 팔기 위해 몰아내었다. 오늘날 농부들이 자신들의 곡물을 위한 더 낳은 가격들을 얻기 위해 함께 가입한 많은 협동조합이 위스콘신에 본부를 두었다.
위스콘신 주는 우유 생산에서 주요한 주들 중 하나이다. 젖소들은 주의 전역을 통하여, 특히 주의 중부와 남서부 그리고 셰보이건 주위의 지역들에서 방목된다.
육우는 우유에 이어 위스콘신에서 가장 가치 있는 축산물이다. 위스콘신의 농부들은 닭, 돼지와 양을 기르기도 한다.
옥수수는 위스콘신의 큰 곡물이며, 대부분 주의 중부와 남부에서 자라고 있다. 모든 지방들의 농부들은 건초를 재배하며, 콩과 밀도 생산한다.
위스콘신은 과일과 채소의 중요한 생산지이며, 또한 강낭콩이 주요 생산물이다. 양배추, 당근, 오이, 완두콩, 감자와 사탕 옥수수를 생산하기도 한다. 채소들의 대부분은 통조림으로 보내진다. 또한 사과, 체리와 딸기 생산에서 주요한 주이다. 위스콘신은 미국에서 제1의 인삼 뿌리의 생산지이다. 약초의 대부분은 약으로 쓰고 있는 아시아로 수출된다.

## 기후
| Wisconsin (normals 1981–2010)의 기후        | Wisconsin (normals 1981–2010)의 기후 | Wisconsin (normals 1981–2010)의 기후 | Wisconsin (normals 1981–2010)의 기후 | Wisconsin (normals 1981–2010)의 기후 | Wisconsin (normals 1981–2010)의 기후 | Wisconsin (normals 1981–2010)의 기후 | Wisconsin (normals 1981–2010)의 기후 | Wisconsin (normals 1981–2010)의 기후 | Wisconsin (normals 1981–2010)의 기후 | Wisconsin (normals 1981–2010)의 기후 | Wisconsin (normals 1981–2010)의 기후 | Wisconsin (normals 1981–2010)의 기후 | Wisconsin (normals 1981–2010)의 기후 |
| 월                                          | 1월                                  | 2월                                  | 3월                                  | 4월                                  | 5월                                  | 6월                                  | 7월                                  | 8월                                  | 9월                                  | 10월                                 | 11월                                 | 12월                                 | 연간                                 |
| ------------------------------------------- | ------------------------------------ | ------------------------------------ | ------------------------------------ | ------------------------------------ | ------------------------------------ | ------------------------------------ | ------------------------------------ | ------------------------------------ | ------------------------------------ | ------------------------------------ | ------------------------------------ | ------------------------------------ | ------------------------------------ |
| 역대 최고 기온 °F (°C)                      | 66 (19)                              | 69 (21)                              | 89 (32)                              | 97 (36)                              | 109 (43)                             | 106 (41)                             | 114 (46)                             | 108 (42)                             | 104 (40)                             | 95 (35)                              | 84 (29)                              | 70 (21)                              | 114 (46)                             |
| 일평균 최고 기온 °F (°C)                    | 23.9 (−4.5)                          | 29.2 (−1.6)                          | 40.6 (4.8)                           | 55.5 (13.1)                          | 67.3 (19.6)                          | 76.3 (24.6)                          | 80.4 (26.9)                          | 78.2 (25.7)                          | 69.8 (21.0)                          | 56.9 (13.8)                          | 41.2 (5.1)                           | 27.5 (−2.5)                          | 52.9 (11.6)                          |
| 일일 평균 기온 °F (°C)                      | 15.0 (−9.4)                          | 19.6 (−6.9)                          | 30.5 (−0.8)                          | 44.0 (6.7)                           | 55.3 (12.9)                          | 64.7 (18.2)                          | 69.1 (20.6)                          | 67.1 (19.5)                          | 58.7 (14.8)                          | 46.5 (8.1)                           | 33.1 (0.6)                           | 19.4 (−7.0)                          | 43.6 (6.4)                           |
| 일평균 최저 기온 °F (°C)                    | 3.7 (−15.7)                          | 6.3 (−14.3)                          | 18.3 (−7.6)                          | 31.6 (−0.2)                          | 42.6 (5.9)                           | 52.4 (11.3)                          | 57.2 (14.0)                          | 55.0 (12.8)                          | 47.1 (8.4)                           | 36.2 (2.3)                           | 23.7 (−4.6)                          | 10.6 (−11.9)                         | 31.8 (−0.1)                          |
| 역대 최저 기온 °F (°C)                      | −54 (−48)                            | −55 (−48)                            | −48 (−44)                            | −20 (−29)                            | 7 (−14)                              | 20 (−7)                              | 27 (−3)                              | 22 (−6)                              | 10 (−12)                             | −7 (−22)                             | −34 (−37)                            | −52 (−47)                            | −55 (−48)                            |
| 평균 강수량 인치 (mm)                       | 1.15 (29)                            | 1.03 (26)                            | 1.80 (46)                            | 2.63 (67)                            | 3.54 (90)                            | 4.17 (106)                           | 3.79 (96)                            | 3.78 (96)                            | 3.75 (95)                            | 2.38 (60)                            | 2.00 (51)                            | 1.27 (32)                            | 31.29 (794)                          |
| 평균 강설량 인치 (cm)                       | 11.4 (29)                            | 9.5 (24)                             | 8.7 (22)                             | 3.2 (8.1)                            | 0.4 (1.0)                            | 0.0 (0.0)                            | 0.0 (0.0)                            | 0.0 (0.0)                            | 0.0 (0.0)                            | 0.8 (2.0)                            | 4.9 (12)                             | 10.2 (26)                            | 48.7 (124)                           |
| 출처: “Wisconsin State Climatology Office”. |                                      |                                      |                                      |                                      |                                      |                                      |                                      |                                      |                                      |                                      |                                      |                                      |                                      |

## 주민
| 인구조사                      | 인구      | Note | %±     |
| ----------------------------- | --------- | ---- | ------ |
| 1820년                        | 1,444     |      | —      |
| 1830년                        | 3,635     |      | 151.7% |
| 1840년                        | 30,945    |      | 751.3% |
| 1850년                        | 305,391   |      | 886.9% |
| 1860년                        | 775,881   |      | 154.1% |
| 1870년                        | 1,054,670 |      | 35.9%  |
| 1880년                        | 1,315,457 |      | 24.7%  |
| 1890년                        | 1,693,330 |      | 28.7%  |
| 1900년                        | 2,069,042 |      | 22.2%  |
| 1910년                        | 2,333,860 |      | 12.8%  |
| 1920년                        | 2,632,067 |      | 12.8%  |
| 1930년                        | 2,939,006 |      | 11.7%  |
| 1940년                        | 3,137,587 |      | 6.8%   |
| 1950년                        | 3,434,575 |      | 9.5%   |
| 1960년                        | 3,951,777 |      | 15.1%  |
| 1970년                        | 4,417,731 |      | 11.8%  |
| 1980년                        | 4,705,767 |      | 6.5%   |
| 1990년                        | 4,891,769 |      | 4.0%   |
| 2000년                        | 5,363,675 |      | 9.6%   |
| 2010년                        | 5,686,986 |      | 6.0%   |
| 2019 (추산)                   | 5,822,434 |      | 2.4%   |
| 출처: 1910–2010 2018 estimate |           |      |        |

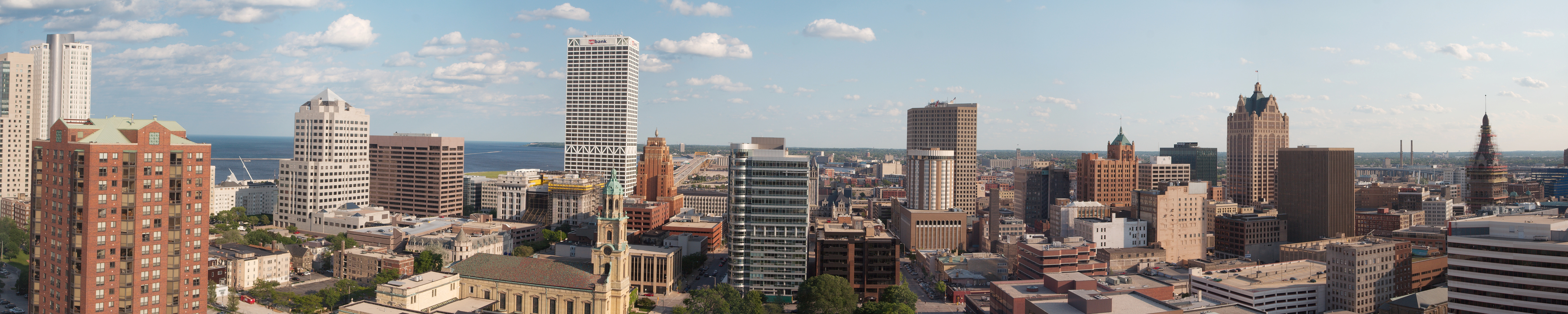
다운타운 밀워키의 파노라마

2000년, 미국 인구 조사국은 위스콘신에는 5,363,675명이 살고 있다고 보고하였다. 1990년의 4,891,769명에서 9.5 퍼센트나 증가하였다.
위스콘신 주민의 대략 70 퍼센트는 주의 메트로폴리탄 지역들에 살고 있다. 이 지역들은 애플턴, 시카고(일리노이)-네이퍼빌(일리노이)-졸리엣(일리노이), 덜러스(미네소타), 오클레어, 폰듀락, 그린베이, 제인즈빌, 라크로스, 매디슨, 밀워키-워캐샤-웨스트앨리스, 미니애폴리스(미네소타)-세인트폴(미네소타)-블루밍턴(미네소타), 오시코시-니나, 레신, 셰보이건과 워소이다.
주에서 가장 큰 도시 밀워키는 제조업의 주요한 중심지이다. 주도인 매디슨은 두번째로 제일 크며, 위스콘신 대학교의 가장 오래되고 가장 큰 캠퍼스를 가지고 있다. 다른 대도시들은 그린베이, 레신과 케노샤이며, 모두 중요한 제조업과 해운업의 중심지들이다.
독일 (42.6%) 과 폴란드 (9.3%) 계의 주민들이 많이 사는 주들 중 하나이며, 영국 (6.5%), 아일랜드 (10.9%), 베네룩스 계통의 주민들도 섞여 있다. 아프리카계 미국인들도 20세기에 들어오기 시작하였는데, 주 인구의 6 퍼센트 이상을 차지하며 대부분 밀워키, 레신, 벨로이트와 케노샤 4개 도시에 몰려 (86%, 2000년 기준) 살고 있다. 주에는 히스패닉과 동남아시아에서 이민 온 흐몽족들의 수도 늘고 있다.

## 주요 도시
- 밀워키
- 매디슨
- 그린베이

## 참고 문헌
1. ↑  “Elevations and Distances in the United States”. United States Geological Survey. 2001. 2011년 10월 15일에 원본 문서에서 보존된 문서. 2011년 10월 24일에 확인함.
2. ↑  “United States Census Quick Facts Wisconsin”. 2025년 1월 5일에 확인함.
3. ↑  "Wisconsin's Name: Where it Came from and What it Means". Wisconsin Historical Society, http://www.wisconsinhistory.org/topics/wisconsin-name/ 보관됨 2005-10-28 - 웨이백 머신
4. ↑  Marquette, Jacques (1673), "The Mississippi Voyage of Jolliet and Marquette, 1673", in Kellogg, Louise P., Early Narratives of the Northwest, 1634-1699, New York: Charles Scribner's Sons, p. 235, OCLC 31431651, http://www.americanjourneys.org/aj-051/
5. ↑  Smith, Alice E. (September 1942). "Stephen H. Long and the Naming of Wisconsin". Wisconsin Magazine of History (Madison, Wisconsin: Wisconsin Historical Society) 26 (1): 67–71, http://content.wisconsinhistory.org/u?/wmh,14413
6. ↑  Vogel, Virgil J. (1965). "Wisconsin's Name: A Linguistic Puzzle". Wisconsin Magazine of History (Madison, Wisconsin: Wisconsin Historical Society) 48 (3): 181–186.
7. ↑  Resident Population Data. “Resident Population Data—2010 Census”. 2010.census.gov. 2013년 10월 19일에 원본 문서에서 보존된 문서. 2012년 12월 24일에 확인함.
8. ↑  “QuickFacts Wisconsin; UNITED STATES”. 《2018 Population Estimates》. 미국 인구조사국, Population Division. 2019년 2월 8일. 2019년 8월 15일에 원본 문서에서 보존된 문서. 2019년 2월 8일에 확인함.